# گروو (موسیقی)

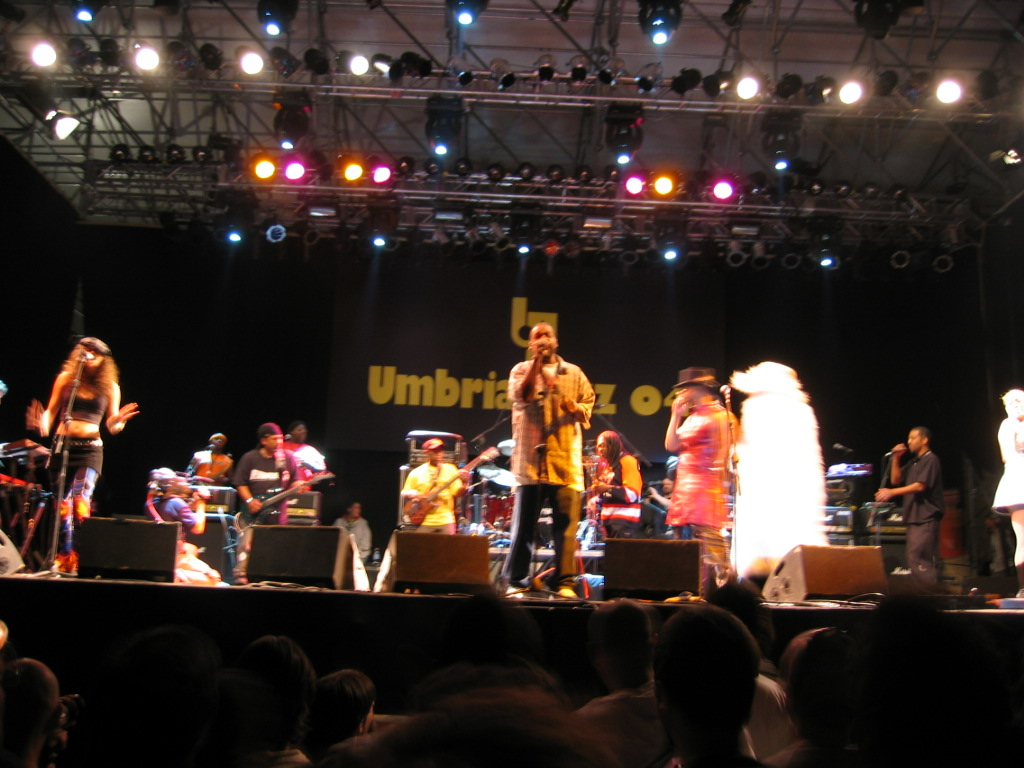
موسیقی فانک مانند نوعی که توسط گروه‌هایی مانند پارلمنت-فانکدلیک اجرا می‌شود، از بیس‌لاین‌های الکتریک جذاب و گیرا و الگوهای درام برای ایجاد یک «احساس» ریتمیک پیش‌راننده و قوی استفاده می‌کند که اغلب به عنوان «گروو» از آن یاد می‌شود.

در موسیقی، گروو یا جریان ریتمیک (به انگلیسی: Groove) حس تأثیر ("احساس") تغییر الگو در یک ریتم پیشراننده یا حس «سوینگ» است. در جاز، می‌توان آن را به‌عنوان کیفیت واحدهای ریتمیک که به‌طور مداوم تکرار می‌شوند، احساس کرد که در اثر برهم‌کنش موسیقی نوازندگان ریتم یک گروه (مثلاً درام، باس الکتریک یا کنترباس، گیتار، و کیبوردها) ایجاد می‌شود. گروو یکی از ویژگی‌های مهم موسیقی عامه‌پسند است و می‌توان آن را در ژانرهای بسیاری از جمله سالسا، راک، سول، فانک و فیوژن پیدا کرد.

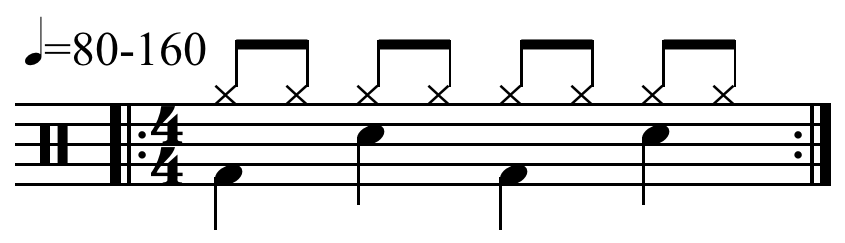
مشخصهٔ گروو راک: «طبل بزرگ در ضرب‌های ۱ و ۳ و طبل کوچک در ضربات ۲ و ۴ میزان… اضافه کردن نت‌های هشتم در های-هت"

از دیدگاه موسیقی‌شناسی قومی، گروو به‌عنوان «احساس نامشخص اما منظم از چیزی که به شیوه‌ای متمایز، منظم و جذاب حفظ می‌شود و برای جذب شنونده بکار می‌رود» توصیف شده است. موسیقی‌شناسان و سایر محققان از حدود دهه ۱۹۹۰ مفهوم گروو را تحلیل کرده‌اند. آنها استدلال کرده‌اند که «گروو» عبارت است از «درک الگوبخشی ریتمیک» یا «احساس» و «حس شهودی «از «یک چرخه در حرکت» که از «الگوهای ریتمیک همزمان با دقت هماهنگ‌شده» بیرون می‌آید که رقصیدن یا ضربه‌زدن با پا را القا می‌کند. از طرف شنوندگان این مفهوم را می‌توان به انواع اوستیناتوها مرتبط کرد که عموماً تلفیق‌ها و موسیقی‌های رقص مشتق از موسیقی آفریقا را همراهی می‌کنند (به عنوان مثال موسیقی آفریقایی-آمریکایی، آفریقایی-کوبایی، آفریقایی-برزیلی و غیره).
این اصطلاح اغلب به اجراهای موسیقی‌ای اطلاق می‌شود که فرد را به حرکت یا رقص وادار و به طرز لذت‌بخشی «گروو» کند (کلمه‌ای که دلالت‌های جنسی نیز دارد) به کار می‌رود. عبارت «در گروو (in the groove)»  (مانند قطعهٔ استاندارد جاز) به‌طور گسترده‌ای از سال ۱۹۳۶ تا ۱۹۴۵، در اوج دوران سوئینگ، برای توصیف اجراهای درجه یک جاز استفاده می‌شد. در دهه‌های ۱۹۴۰ و ۱۹۵۰، گروو معمولاً به معنای «روال، ترجیح، سبک، [یا] منبع لذت» موسیقایی بود.

## توصیف

### دیدگاه نوازندگان

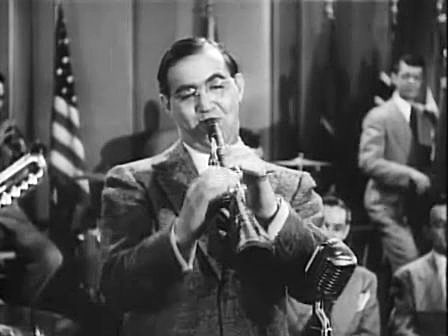
بنی گودمن، یکی از اولین رهبران سوئینگ که به شهرت گسترده‌ای دست یافت

مانند اصطلاح «سوینگ» که برای توصیف یک «احساس» ریتمیک منسجم در مورد جاز استفاده می‌شود، تعریف مفهوم «گروو» می‌تواند دشوار باشد. مقاله مارک ساباتلا با عنوان Establishing The Groove استدلال می‌کند که «گروو یک چیز کاملاً ذهنی است.» او ادعا می‌کند که «یک نفر ممکن است فکر کند که یک درامر خاص حس خوبی می‌دهد، در حالی که شخص دیگری ممکن است فکر کند که همان درامر خیلی سفت یا خشک می‌نوازد و دیگری ممکن است فکر کند که او خیلی شل است.» به‌طور مشابه، یک مربی باس می‌گوید که در حالی که «گروو یک چیز گریزان است» می‌توان آن را به عنوان «آنچه باعث نفس‌کشیدن موسیقی می‌شود» و «حس حرکت در مورد یک آهنگ» تعریف کرد.
در بافتار موسیقی، فرهنگ لغات عمومی، گروو را به عنوان «یک ریتم برجسته و لذت‌بخش» یا عمل «خلق‌کردن، رقصیدن با، یا لذت‌بردن از موسیقی ریتمیک» تعریف می‌کنند. استیو ون تله‌جویس «گروو» را به این معنا، به‌عنوان نقطه‌ای در آهنگ یا اجرا توصیف می‌کند که اثر موسیقی باعث می‌شود «حتی افرادی که نمی‌توانند برقصند نیز حس رقصیدن پیدا می‌کنند…».
برنارد کوکله استدلال می‌کند که «گروو شیوه‌ای است که یک نوازنده باتجربه در مقایسه با شیوهٔ نوشته‌شدن آن ریتم، آن را با نواختن کمی «قبل یا بعد از ضرب» اجرا می‌کند. کوکله ادعا می‌کند که «مفهوم گروو در واقع با زیبایی‌شناسی و سبک ارتباط دارد». گروو یک عنصر هنری، به عبارتی انسانی است و بسته به بافت هارمونیک، مکان آن در آهنگ، صدای ساز نوازنده و در تعامل با گروو نوازندگان دیگر تکامل می‌یابد، که او آن را گروو «جمعی» می‌نامد». تغییرات ریتمیک جزئی توسط اعضای بخش ریتم مانند نوازنده باس، می‌تواند به‌طور چشمگیری حس را در هنگام نواختن یک آهنگ، حتی برای یک گروو ساده خواننده-ترانه‌سرا، تغییر دهد.

### تحلیل نظری
ریچارد میدلتون، موسیقی‌شناس بریتانیایی (۱۹۹۹) خاطرنشان می‌کند که در حالی که «مفهوم گروو» از دیرباز در استفاده خود موسیقی‌دانان آشنا بوده است، موسیقی‌شناسان و نظریه‌پردازان اخیراً شروع به تحلیل این مفهوم کرده‌اند. میدلتون بیان می‌کند که گروو "... نشان‌گر درک الگوهای ریتمیک است که زیربنای نقش گروو را در تولید "حس" ریتمیک یک قطعه تشکیل می‌دهد. او خاطرنشان می‌کند که "حس ایجاد شده توسط یک چارچوب تکرار شونده" نیز با واریاسیون‌ها نیز تغییر می‌کند. «گروو» از نظر چینش توالی الگوها «به عنوان نت شافل» نیز شناخته می‌شود - جایی که انحراف از جایگاه دقیق فاصلهها وجود دارد.
هنگامی که عبارت عامیانهٔ «در گروو بودن» برای گروهی از بداهه‌نوازان به کار می‌رود، این به عنوان «سطح پیشرفت بالایی برای هر گروه موسیقی بداهه» محسوب می‌شود، که «معادل توصیف بوم و جاورسکی از یک میدان برانگیخته» است. که محققان دینامیک سیستم‌ها ادعا می‌کنند «نیروهای پیوند نامرئی هستند که مستقیماً بر تجربه و رفتار ما تأثیر می‌گذارند». پیتر فورستر و جان بیلی استدلال می‌کنند که «شانس دستیابی به این سطح بالاتر از نوازندگی» (یعنی دستیابی به «گروو») زمانی بهبود می‌یابد که نوازندگان «به روی ایده‌های موسیقایی دیگران باز باشند»، «راه‌هایی برای تکمیل ایده‌های موسیقایی سایر شرکت‌کنندگان بیابند». و «در موسیقی ریسک کنند».
توری و آیگن تعریف فلد از گروو را به عنوان «حس شهودی سبک به عنوان فرایند، ادراک یک چرخهٔ در حرکت، شکل یا الگوی سازماندهی آشکار شده، خوشه‌بندی مکرر عناصر در طول زمان» ذکر می‌کنند. آیگن بیان می‌کند که «وقتی گروو در میان نوازندگان ایجاد می‌شود، کل موسیقایی از مجموع اجزای آن بزرگ‌تر می‌شود و به فرد امکان می‌دهد تا چیزی فراتر از خودش را تجربه کند که خودش به تنهایی نمی‌تواند آن را ایجاد کند (آیگن) ۲۰۰۲، ص۳۴)».
مقاله جف پرسینگ در سال ۲۰۰۲ ادعا کرد که «گروو یا حس» یک "پدیدهٔ شناختی و زمان‌مند است که از یک یا چند الگوی ریتمیک همزمان که با دقت با هم تراز شده‌اند پدید می‌آید، که مشخصهٔ آن درک پالس‌های تکرار شونده، و تقسیم ساختار در چنین پالس‌هایی است،... درک یک چرخه زمانی، با طول ۲ پالس یا بیشتر، که امکان شناسایی مکان‌های چرخه را فراهم می‌کند، و … اثربخشی درگیر کردن پاسخ‌های هماهنگ‌کننده بدن (مانند رقص، ضربه‌زدن با پا)".

### دیدگاه‌های عصب‌شناسی
از گروو به عنوان نمونه‌ای از جفت‌شدن حسی-حرکتی بین سیستم‌های عصبی یاد شده است. جفت‌شدن حسی- حرکتی جفت‌شدن، ادغام یا یکپارچه‌سازی دستگاه حسی و دستگاه حرکتی است. یکپارچه‌سازی حسی-حرکتی یک فرایند ایستا نیست. برای یک محرک معین، یک فرمان حرکتی واحد وجود ندارد. پاسخ‌های عصبی تقریباً در هر مرحله از مسیر حسی-حرکتی در مقیاس‌های زمانی کوتاه و طولانی توسط فرآیندهای بیوفیزیکی و سیناپسی، اتصالات مکرر و بازخورد، و یادگیری، و همچنین بسیاری از متغیرهای داخلی و خارجی دیگر اصلاح می‌شوند. تحقیقات اخیر نشان داده است که حداقل برخی از سبک‌های موسیقی راک مدرن و گروو-محور با «زیبایی‌شناسی دقت‌مندی» مشخص می‌شوند و قوی‌ترین تحریک گروو را می‌توان برای الگوهای درام بدون انحرافات میکروتایمینگ مشاهده کرد.

## استفاده در ژانرهای مختلف

### جاز
در برخی از سبک‌های سنتی جاز، نوازندگان اغلب از کلمهٔ «سوینگ» برای توصیف حس انسجام ریتمیک یک گروه ماهر استفاده می‌کنند. با این حال، از دهه ۱۹۵۰، نوازندگان سه‌نفرهٔ ارگ و زیرسبک‌های جاز لاتین نیز از اصطلاح «گروو» استفاده کردند. هربی مان، نوازنده فلوتِ جاز، در مورد «گروو» زیاد صحبت می‌کند. در دهه ۱۹۵۰، مان «در اوایل دهه ۶۰ وارد یک گروو برزیلی شد، سپس در اواخر دهه ۶۰ و اوایل دهه ۷۰ وارد یک گروو فانکی و روح‌انگیز شد. در اواسط دهه ۷۰ او در حال ساخت رکوردهای دیسکوی موفق بود، اما هنوز در یک گروو ریتمیک آهنگ‌سازی می‌کرد.» او رویکرد خود برای یافتن گروو را اینگونه توصیف می‌کند: «تنها کاری که باید انجام دهید این است که امواجی را بیابید که شناور شدن روی آن‌ها راحت باشد.» مان استدلال می‌کند که «مظهر یک قطعهٔ گروو» آلبوم «Memphis Underground یا Push Push» است، زیرا «بخش ریتم به‌طور تمام در یک ادراک واحد قفل شده است».

### رگی
در موسیقی رگی، دنس‌هال و داب، اصطلاح کریاویویی "riddim" برای توصیف الگوهای ریتم ایجاد شده توسط الگوی درام یا بیس‌لاین قوی استفاده می‌شود. در سایر زمینه‌های موسیقی، "riddim" را "گروو" یا بیت می‌نامند. یکی از «riddim» هایی که به‌طور گسترده‌ای کپی شده است، یعنی Real Rock، در سال ۱۹۶۷ توسط Sound Dimension ضبط شد. "این قطعه حول یک نت باس تک و قوی ساخته شده بود که نت‌های سبک‌تری به‌دنبال آن می‌آمد. این الگو بارها و بارها به صورت هیپنوتیزمی تکرار می‌شد. صدا آنقدر قدرتمند بود که یک سبک کامل از رگی را به وجود آورد که برای رقص آهسته به نام rub a dub طراحی شده بود."

### R&B
«گروو» همچنین با نوازندگان فانکی، مانند درامرهای جیمز براون، کلاید استابل‌فیلد و جابو استارکس، و با موسیقی سول گروه خورده است. «در دههٔ ۱۹۵۰، زمانی که «فانک» و «فانکی» به‌طور فزاینده‌ای به عنوان توصیف در زمینهٔ موسیقی سول استفاده می‌شدند - این معنی از معنای اصلی بوی تند به معنایی بازتعریف‌شده از یک گروو قوی و متمایز تبدیل شد." به عنوان موسیقی رقص سول آن روزگار، ایده اصلی فانک ایجاد یک گروو تا حد ممکن شدید بود." هنگامی که یک درامر گرووی می‌نوازد که "بسیار محکم و با احساسی عالی است…"، به‌طور غیررسمی به آن "در جیب (in the pocket)" گفته می‌شود. هنگامی که یک درامر" این احساس را برای مدت طولانی حفظ می‌کند و هرگز تزلزل نمی‌کند، اغلب به عنوان یک جیب عمیق (deep pocket) شناخته می‌شود."

### هیپ هاپ
مفهومی مشابه «گروو» یا «سوینگ» در ژانرهای آفریقایی-آمریکایی دیگر مانند هیپ هاپ نیز استفاده می‌شود. گروو ریتمیک که هنرمندان جاز آن را حس «سوینگ» می‌نامند، گاهی به عنوان «جریان» یا «فلو» در صحنه هیپ‌هاپ نامیده می‌شود. «فلو برای هیپ هاپ به همان میزان اساسی است که مفهوم سوئینگ برای جاز." همانطور که مفهوم "سوینگ" در جاز شامل نواختن عمدی عقب‌تر یا جلوتر از بیت می‌شود، مفهوم فلوی هیپ‌هاپ نیز در مورد "فانک‌کردن با انتظارات خود از زمان" است - یعنی ریتم و نبض موسیقی. «فلو دربارهٔ آنچه گفته می‌شود نیست، بلکه دربارهٔ نحوهٔ گفتن آن است».

### گروو متال

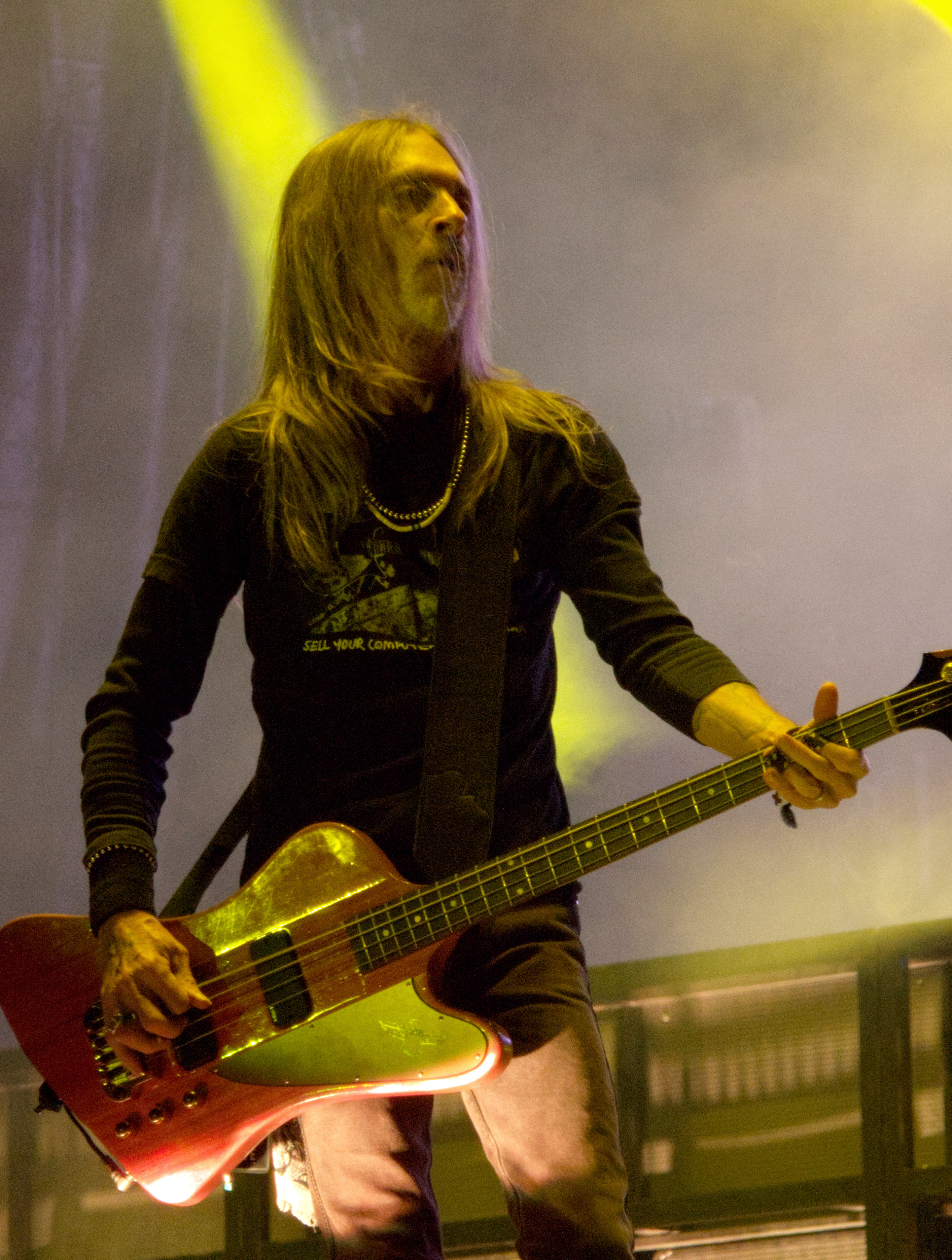
رکس براون، بیس‌نواز از گروه متال Pantera، گروهی که با صحنهٔ «گروو متال» مرتبط است.

در دهه ۱۹۹۰، اصطلاح «گروو» برای توصیف نوعی از ترش متال به نام «گرو متال» استفاده شد که بر پایه استفاده از ریف‌های ترش با تمپوی متوسط و آکوردهای قدرتی که با سینکوپاژ سنگین نواخته می‌شوند، ساخته شده است. "سرعت دیگر نکته اصلی نبود، آن چیزی بود که خواننده پانترا، فیل آنسلمو، "گروو قدرت" نامید. ریف‌ها بدون نیاز به گرول یا گیتارهایِ دث متال با دیستورشن بالا، به طور غیرمعمولی سنگین می‌شدند، ریتم‌ها بیشتر به یک گروو سنگین وابسته بودند.

در هوی متال، اصطلاح «گروو» می‌تواند با ژانرهای استونر متال، اسلاج متال، دووم متال و دث متال و همچنین جنت مرتبط باشد.